# Stützpfeilerkirche
Die Stützpfeilerkirche ist ein Holzkirchentyp, welcher der finnischen Architektur eigen ist. Er war im 17. und 18. Jahrhundert vor allem in westfinnischen Landschaft Österbotten, daneben vereinzelt auch in anderen Teilen Finnlands und Schwedens verbreitet.

## Beschreibung

Eleonoran kirkko in Kristiinankaupunki · Eleonora kyrka in Kristinestad
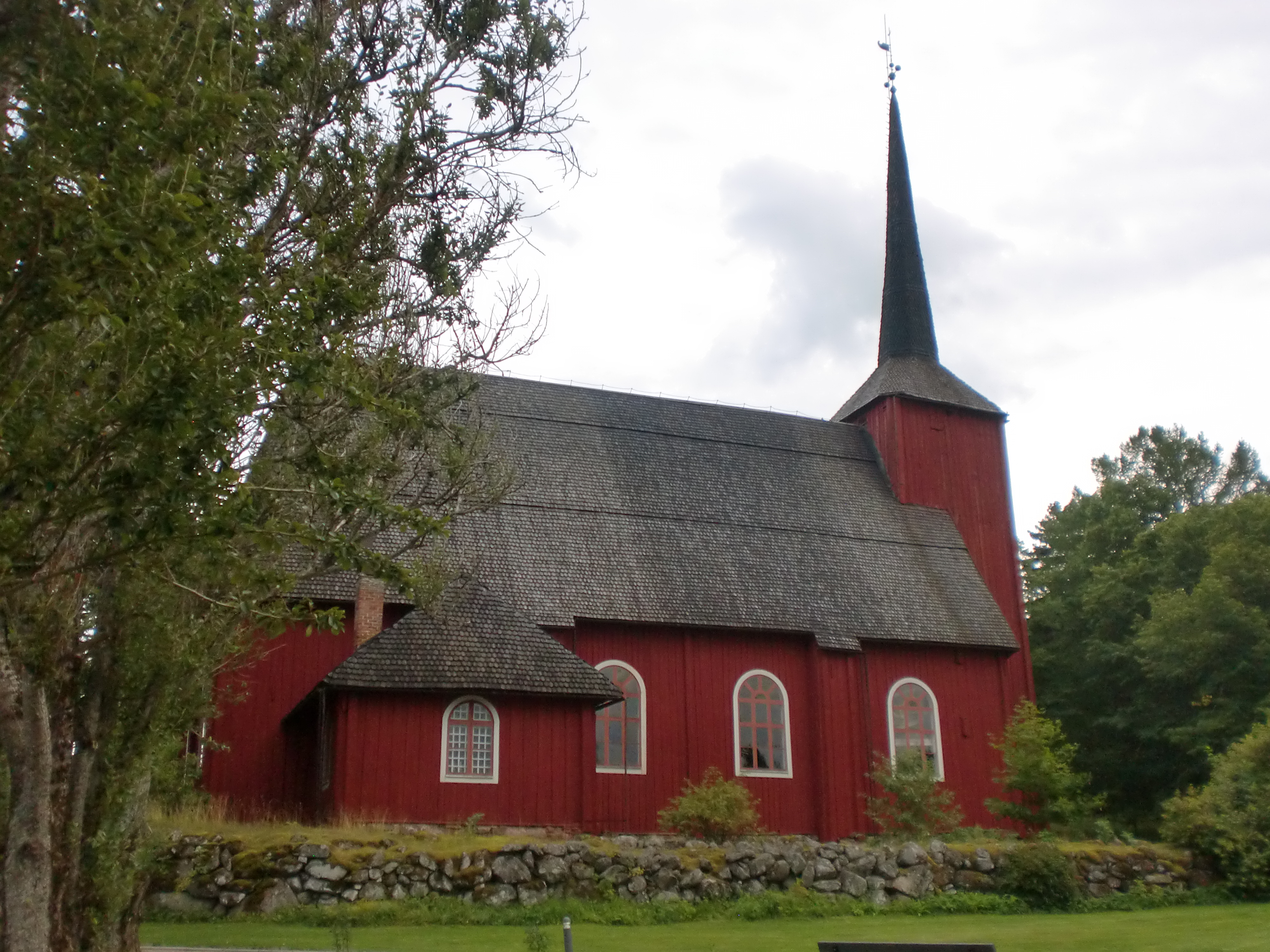
Außenansicht mit Sakristei und Stützpfeilern
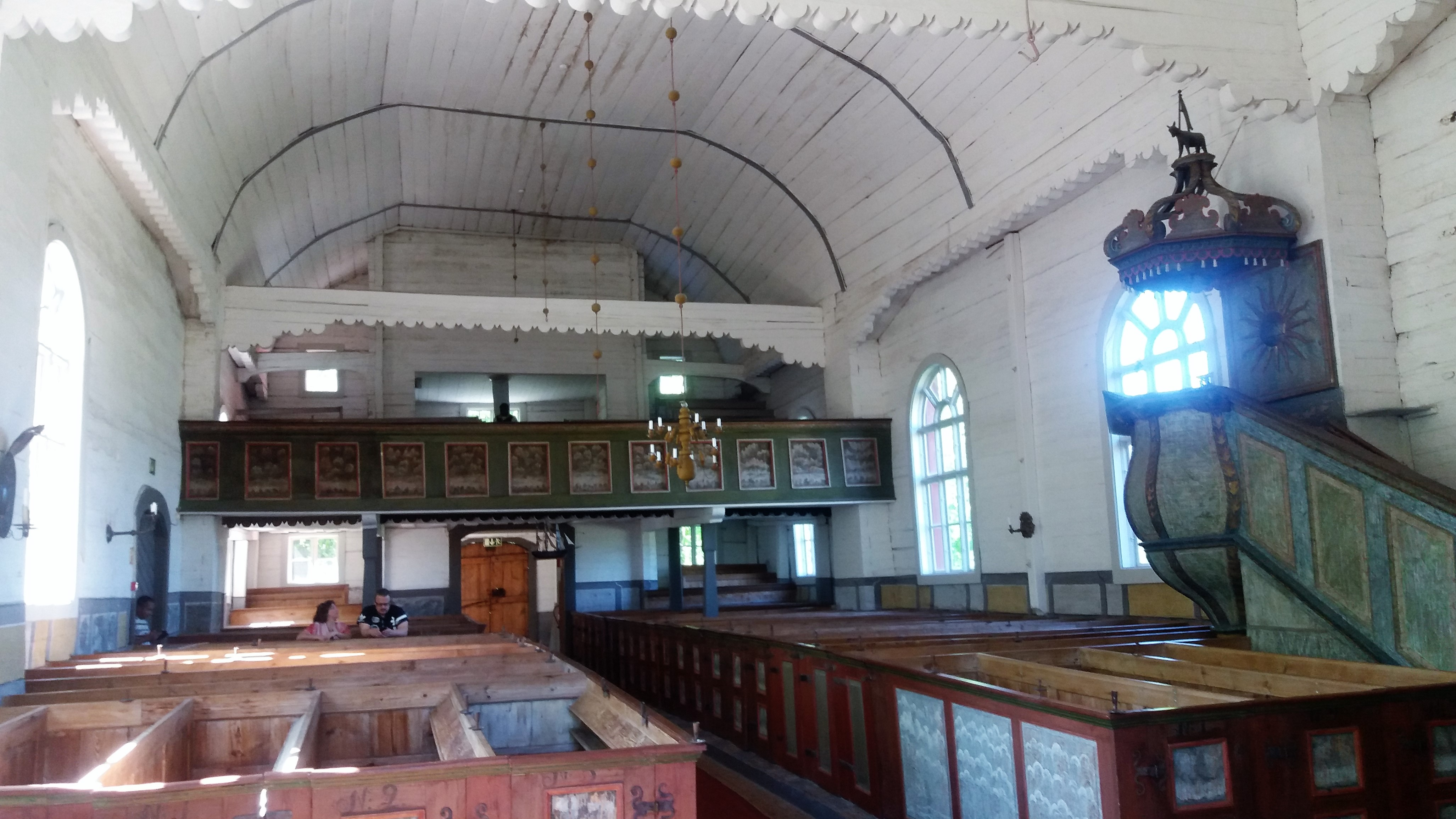
Blick von unter dem Zuganker bei der Kanzel zum Zuganker bei der Empore
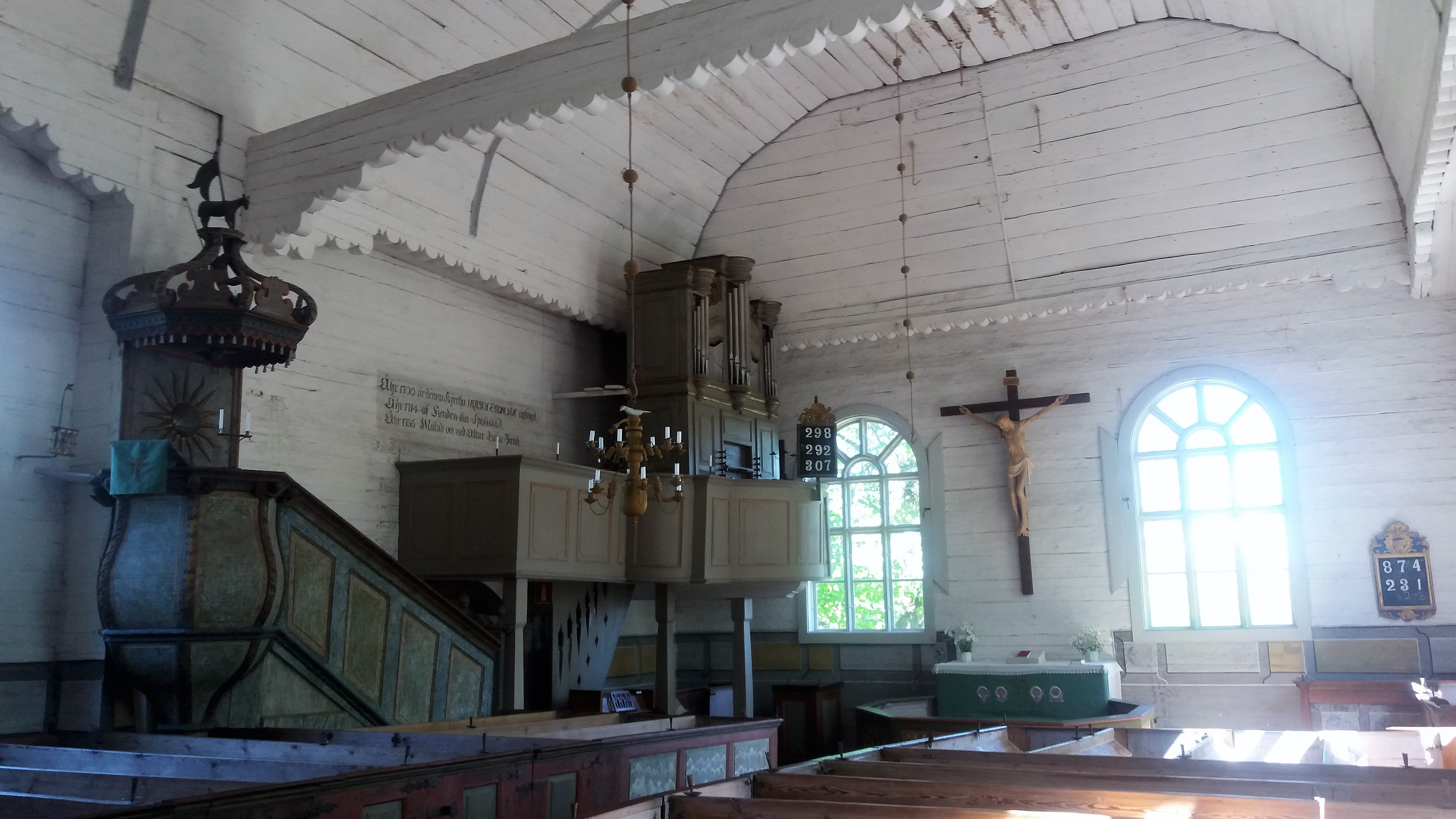
Blick aus der Mitte des Raums zum Zuganker bei der Kanzel

Stützpfeilerkirchen sind in Blockbauweise errichtete einfache Saalkirchen. Charakteristisch sind die Verstärkungen der Seitenwände durch hohle Kastenpfeiler. Deren statisch aussteifende Funktion ähnelt sowohl Strebepfeilern als auch Wandpfeiler bei Mauerwerksbauten: Sie mindern den seitlichen Schub aus der Gewichtslast der Dachkonstruktion. Die Anzahl der Stützpfeilerpaare beträgt je nach Größe der Kirche meist zwei, teils auch ein oder drei. Im Innenraum werden die Stützpfeiler sowohl in Längs- als in Querrichtung durch Ankerbalken verbunden. 
Bei den meisten Stützpfeilerkirchen schließt sich am Giebelende ein hoher, schlanker Kirchturm an. Die Kirchenglocke ist aber in der Regel in einem freistehenden Glockenstapel untergebracht. Oft sind an den Längsseiten eine Sakristei und ein Waffenhaus angebaut.
Die Stützpfeilerkirchen greifen in ihrer Formensprache auf das Vorbild der mittelalterlichen finnischen Steinkirchen zurück. Ihr rechteckiger Grundriss mit angebauter Sakristei und Waffenhaus entspricht dem der älteren Steinkirchen. Auch für den spitzen Kirchturm finden sich bei den mittelalterlichen Kirchen Österbottens wie der Kirche von Pedersöre (Anfang 16. Jahrhundert) Vorbilder. Die Stützpfeilerkonstruktion stellt den Versuch dar, die Bauformen der mittelalterlichen Steinkirchen in die technischen Gegebenheiten der Holzbauweise zu übersetzen.

## Liste der Stützpfeilerkirchen
Von den ursprünglich über hundert Stützpfeilerkirchen sind heute nur noch zwölf erhalten. Elf von ihnen befinden sich in Finnland, eine in Schweden (Jukkasjärvi).
| Ort                 | Kirche                    | Bauzeit   | Bemerkungen                                                | Bild                                   |
| ------------------- | ------------------------- | --------- | ---------------------------------------------------------- | -------------------------------------- |
| Alastaro, Loimaa    | Kirche von Alastaro       | 1754      | 1840–41 von Loimaa nach Alastaro verlegt, 1896–97 umgebaut | Kirche von Alastaro                    |
| Jukkasjärvi, Kiruna | Kirche von Jukkasjärvi    | 1726      |                                                            | Kirche von Jukkasjärvi                 |
| Kempele             | Alte Kirche von Kempele   | 1688–1691 |                                                            | Alte Kirche von Kempele                |
| Kristinestad        | Ulrika-Eleonora-Kirche    | 1700      |                                                            | Ulrika-Eleonora-Kirche in Kristinestad |
| Muhos               | Kirche von Muhos          | 1634      |                                                            | Kirche von Muhos                       |
| Sodankylä           | Alte Kirche von Sodankylä | 1689      |                                                            | Alte Kirche von Sodankylä              |
| Temmes, Tyrnävä     | Kirche von Temmes         | 1767      |                                                            | Kirche von Temmes                      |
| Tervola             | Alte Kirche von Tervola   | 1687–89   |                                                            | Alte Kirche von Tervola                |
| Tornio              | Kirche von Tornio         | 1684–86   |                                                            | Kirche von Tornio.                     |
| Ullava, Kokkola     | Kirche von Ullava         | 1783      |                                                            | Kirche von Ullava.                     |
| Utajärvi            | Kirche von Utajärvi       | 1762      |                                                            | Kirche von Utajärvi                    |
| Vörå                | Kirche von Vörå           | 1626–27   | 1777 zur Kreuzkirche erweitert                             | Kirche von Vörå                        |